# Ruder-Weltmeisterschaften 1995
Die Ruder-Weltmeisterschaften 1995 wurden vom 20. bis 28. August 1995 auf dem See Kaukajärvi nahe der Stadt Tampere, Finnland unter dem Regelwerk des Weltruderverbandes (FISA) ausgetragen. In 24 Bootsklassen wurden dabei Ruder-Weltmeister ermittelt. Der Leichtgewichts-Zweier ohne Steuerfrau wurde dabei erstmals ins Programm aufgenommen.
Die Wettkämpfe dienten auch als Hauptqualifikationswettkampf im Hinblick auf die olympische Ruderregatta 1996 in Atlanta. Nachdem die Zahl der Teilnehmer im Rudern zur olympischen Ruderregatta 1992 auf 627 gestiegen war, wurde nun erstmals die Teilnehmerzahl beschränkt. Einige weitere Quotenplätze für die Olympischen Spiele in Atlanta konnten bei einer Qualifikationsregatta im Jahr 1996 in Luzern auf dem Rotsee gewonnen werden.

## Ergebnisse
Hier sind die Medaillengewinner aus den A-Finals aufgelistet. Diese waren mit sechs Booten besetzt, die sich über Vor- und Hoffnungsläufe sowie Halbfinals für das Finale qualifizieren mussten. Die Streckenlänge betrug in allen Läufen 2000 Meter.

### Männer
| Bootsklasse                                  | Gold | Gold    | Silber | Silber  | Bronze | Bronze  |
| -------------------------------------------- | --- | ------- | --- | ------- | --- | ------- |
| Einer (M1x)                                  | Slowenien Iztok Čop | 6:52,93 | Estland Jüri Jaanson | 6:53,48 | Tschechien Václav Chalupa | 6:54,14 |
| Leichtgewichts-Einer (LM1x)                  | Vereinigtes Königreich Peter Haining | 7:29,78 | Tschechien Tomas Kacovsky | 7:31,60 | Dänemark Anders Brehms | 7:33,24 |
| Doppelzweier (M2x)                           | Dänemark Lars Christensen Martin Hansen Haldbo | 6:17,01 | Deutschland André Steiner Stephan Volkert | 6:19,42 | Norwegen Steffen Størseth Kjetil Undset | 6:21,84 |
| Leichtgewichts-Doppelzweier (LM2x)           | Schweiz Markus Gier Michael Gier | 6:45,56 | Schweden Anders Christensson Mattias Tichy | 6:46,83 | Australien Anthony Edwards Bruce Hick | 6:47,60 |
| Doppelvierer (M4x)                           | Italien Alessandro Corona Rossano Galtarossa Massimo Paradiso Alessio Sartori                                                                                    | 6:10,09 | Deutschland Marco Geisler Andreas Hajek Marko Schwalbe André Willms                                                                                              | 6:11,62 | Argentinien Santiago Fernández Sergio Fernández González Rubén Knulst Guillermo Pfaab                                                                                   | 6:12,62 |
| Leichtgewichts-Doppelvierer (LM4x)           | Österreich Gernot Faderbauer Walter Rantasa Christoph Schmölzer Wolfgang Sigl                                                                                    | 6:09,32 | Deutschland Frank Günder Andreas Lutz Bernhard Rühling Jens Weckbach                                                                                             | 6:11,07 | Italien Lorenzo Bertini Paolo Pittino Franco Sancassani Massimo Guglielmi                                                                                               | 6:13,71 |
| Zweier ohne Steuermann (M2-)                 | Vereinigtes Königreich Matthew Pinsent Steve Redgrave | 6:28,11 | Australien Robert Walker Richard Wearne | 6:29,87 | Frankreich Michel Andrieux Jean-Christophe Rolland | 6:30,63 |
| Leichtgewichts-Zweier ohne Steuermann (LM2-) | Italien Carlo Grande Pasquale Marigliano | 7:08,64 | Frankreich Sébastien Bel Xavier Dorfman | 7:11,77 | Dänemark Thomas Ebert Bo Helleberg | 7:13,96 |
| Zweier mit Steuermann (M2+)                  | Italien Giuliano De Stabile Luca Sartori Antonio Cirillo (Stm.)                                                                                                  | 7:35,11 | Frankreich Antoine Béghin Laurent Béghin Christophe Lattaignant (Stm.)                                                                                           | 7:37,97 | Belgien Frank Moortgat Dominique Verdeyen Benoit Ollemans (Stm.) | 7:41,21 |
| Vierer ohne Steuermann (M4-)                 | Italien Riccardo Dei Rossi Raffaello Leonardo Valter Molea Carlo Mornati                                                                                         | 5:58,28 | Vereinigtes Königreich Timothy Foster Rupert Obholzer Greg Searle Jonathan Searle                                                                                | 5:58,89 | Polen Piotr Basta Wojciech Jankowski Maciej Łasicki Jacek Streich | 6:02,13 |
| Leichtgewichts-Vierer ohne Steuermann (LM4-) | Italien Carlo Gaddi Leonardo Pettinari Andrea Re Ivano Zasio | 6:16,46 | Dänemark Eskild Ebbesen Victor Feddersen Niels Henriksen Thomas Poulsen                                                                                          | 6:17,83 | Deutschland Michael Buchheit Oliver Rau Bernhard Stomporowski Martin Weis                                                                                               | 6:18,44 |
| Vierer mit Steuermann (M4+)                  | Vereinigte Staaten Christian Ahrens Peter Collins Ben Holbrook James Munn Pete Cipollone (Stm.)                                                                  | 6:37,50 | Neuseeland Murdoch Dryden Andrew Matheson Chris McAsey Christopher White Michael Whittaker (Stm.)                                                                | 6:38,65 | Italien Lorenzo Carboncini Luca Cavallini Ciro Liguori Rocco Pecoraro Vincenzo Di Palma (Stm.)                                                                          | 6:40,14 |
| Achter (M8+)                                 | Deutschland Roland Baar Stefan Forster Detlef Kirchhoff Ike Landvoigt Jochen Lerche Frank Richter Dieter Sator Marc Weber Peter Thiede (Stm.)                    | 5:53,40 | Niederlande Michiel Bartman Kai Compagner Nico Rienks Niels van der Zwan Jaap Krijtenburg Niels van Steenis Henk-Jan Zwolle Ronald Florijn Jeroen Duyster (Stm.) | 5:55,54 | Vereinigte Staaten Jonathan Brown Sean Hall Frederic Honebein Robert Kaehler Jeffrey Klepacki James Koven Mike Peterson Donald Smith Steven Segaloff (Stm.)             | 5:57,46 |
| Leichtgewichts-Achter (LM8+)                 | Dänemark Johnny Bo Andersen Torben Bech Jensen Thomas Croft Carsten Glud Søren Henrichsen Jeppe Jensen Kollat Michael Jensen Bo Vestergaard Dennis Larsen (Stm.) | 5:53,45 | Vereinigtes Königreich Christopher Bates Andrew Butt Niall Gardam Ben Helm Dave Lemon Jim McNiven Nicholas Strange Jon Williamson John Deakin (Stm.)             | 5:55,70 | Italien Salvatore Amitrano Enrico Barbaranelli Sabino Bellomo Danilo Fraquelli Stefano Fraquelli Fabrizio Ravasi Roberto Romanini Carmine Somma Gaetano Iannuzzi (Stm.) | 5:58,77 |

### Frauen
| Bootsklasse                                  | Gold | Gold    | Silber | Silber  | Bronze | Bronze  |
| -------------------------------------------- | --- | ------- | --- | ------- | --- | ------- |
| Einer (W1x)                                  | Schweden Maria Brandin | 7:26,00 | Kanada Silken Laumann | 7:29,07 | Belgien Annelies Bredael | 7:34,29 |
| Leichtgewichts-Einer (LW1x)                  | Australien Rebecca Joyce | 8:14,66 | Frankreich Catherine Mueller | 8:16,31 | Niederlande Annette Bogstra | 8:18,61 |
| Doppelzweier (W2x)                           | Kanada Kathleen Heddle Marnie McBean | 6:55,76 | Niederlande Eeke van Nes Irene Eijs | 6:55,84 | Neuseeland Philippa Baker Brenda Lawson | 6:59,43 |
| Leichtgewichts-Doppelzweier (LW2x)           | Kanada Colleen Miller Wendy Wiebe | 7:26,45 | Dänemark Lene Andersson Berit Christoffersen                                                                                                | 7:27,28 | Deutschland Michelle Darvill Ruth Kaps | 7:29,60 |
| Doppelvierer (W4x)                           | Deutschland Kerstin Köppen Katrin Rutschow Jana Sorgers Jana Thieme                                                                                            | 6:40,80 | Kanada Laryssa Biesenthal Kathleen Heddle Marnie McBean Diane O’Grady                                                                       | 6:43,02 | Niederlande Nelleke Penninx Eeke van Nes Anita Meiland Irene Eijs                                                                                                | 6:43,22 |
| Zweier ohne Steuerfrau (W2-)                 | Australien Kate Slatter Megan Still | 7:12,70 | Vereinigte Staaten Karen Kraft Missy Schwen-Ryan                                                                                            | 7:14,90 | Frankreich Celine Cuisant-Garcia Christine Gossé | 7:16,49 |
| Leichtgewichts-Zweier ohne Steuerfrau (LW2-) | Vereinigte Staaten Christine Collins Ellen Minzner | 7:55,99 | Vereinigtes Königreich Alison Brownless Jane Hall                                                                                           | 7:59,17 | Dänemark Kristine Jørgensen Sharon Thilgreen | 8:02,58 |
| Vierer ohne Steuerfrau (W4-)                 | Vereinigte Staaten Cindy Brooks Melissa Iverson Lianne Nelson Katherine Scanlon Lewis                                                                          | 7:03,53 | Deutschland Gerte John Doreen Martin Dana Pyritz Anke Weiler                                                                                | 7:05,13 | Belarus Tamara Dawydsenka Irina Gribko Natalja Stasiuk Marina Snak                                                                                               | 7:07,98 |
| Leichtgewichts-Vierer ohne Steuerfrau (LW4-) | Vereinigte Staaten Barbara Byrne Linda Muri Whitney Post Sarah Simmons                                                                                         | 7:08,48 | Vereinigtes Königreich Juliet Machan Robyn Morris Jo Nitsch Rachel Woolf                                                                    | 7:09,74 | Deutschland Janet Radünzel Gunda Reimers Jutta Schausten Gaby Schulz                                                                                             | 7:13,91 |
| Achter (W8+)                                 | Vereinigte Staaten Jennifer Dore Catriona Fallon Amy Fuller Anne Kakela Laurel Korholz Elizabeth McCagg Mary McCagg Monica Tranel-Michini Yasmin Farooq (Stf.) | 6:50,73 | Rumänien Angela Alupei Iulia Bobeică Veronica Cochela Doina Ignat Ioana Olteanu Dobrita Preda Doina Spîrcu Anca Tănase Cristina Ilie (Stf.) | 6:52,76 | Niederlande Tessa Appeldoorn Femke Boelen Anneke Venema Marieke Westerhof Muriel van Schilfgaarde Meike van Driel Tessa Knaven Rita de Jong Jissy de Wolf (Stf.) | 6:54,25 |

## Medaillenspiegel
| Platz | Land                   | Gold | Silber | Bronze | Gesamt |
| ----- | ---------------------- | ---- | ------ | ------ | ------ |
| 1     | Vereinigte Staaten     | 5    | 1      | 1      | 7      |
| 2     | Italien                | 5    |        | 3      | 8      |
| 3     | Deutschland            | 2    | 4      | 3      | 9      |
| 4     | Vereinigtes Königreich | 2    | 4      |        | 6      |
| 5     | Dänemark               | 2    | 2      | 3      | 7      |
| 6     | Kanada                 | 2    | 2      |        | 4      |
| 7     | Australien             | 2    | 1      | 1      | 4      |
| 8     | Schweden               | 1    | 1      |        | 2      |
| 9     | Österreich             | 1    |        |        | 1      |
| 9     | Slowenien              | 1    |        |        | 1      |
| 9     | Schweiz                | 1    |        |        | 1      |
| 12    | Frankreich             |      | 3      | 2      | 5      |
| 13    | Niederlande            |      | 2      | 3      | 5      |
| 14    | Tschechien             |      | 1      | 1      | 2      |
| 14    | Neuseeland             |      | 1      | 1      | 2      |
| 16    | Estland                |      | 1      |        | 1      |
| 16    | Rumänien               |      | 1      |        | 1      |
| 18    | Belgien                |      |        | 2      | 2      |
| 19    | Argentinien            |      |        | 1      | 1      |
| 19    | Belarus                |      |        | 1      | 1      |
| 19    | Norwegen               |      |        | 1      | 1      |
| 19    | Polen                  |      |        | 1      | 1      |
| Summe | Summe                  | 24   | 24     | 24     | 72     |